# بروكستون (جورجيا)
بروكستون (بالإنجليزية: Broxton, Georgia)‏ هي مدينة تقع في مقاطعة كوفي، جورجيا بولاية جورجيا في الولايات المتحدة. تبلغ مساحة هذه المدينة 8.5 (كم²)، وترتفع عن سطح البحر 87 م، بلغ عدد سكانها 1428 نسمة في عام 2010 حسب إحصاء مكتب تعداد الولايات المتحدة.

## وصلات خارجية
- Cities & Counties - Georgia.gov